# Combustible de caramelo
El combustible candy es un combustible que se usa como propulsor de cohetes y en varios artefactos pirotécnicos como bombas de humo, en las cuales una mezcla con azúcar produce una nube de humo de un volumen 600 veces superior al suyo.

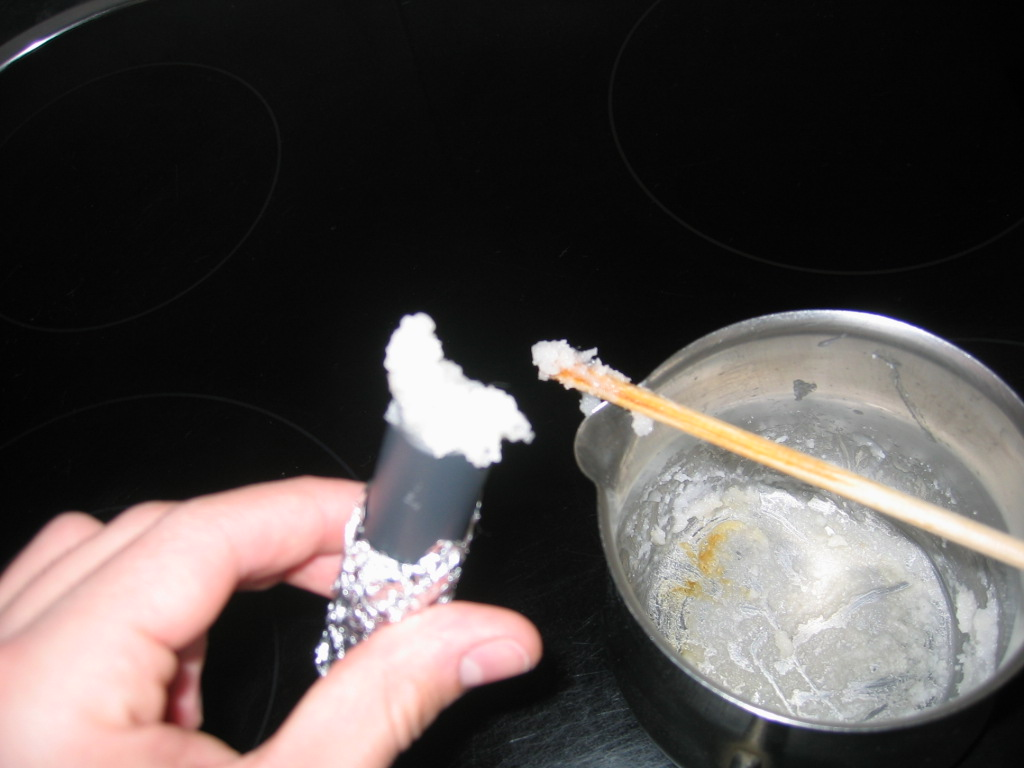
Mezcla de combustible candy elaborada.

Se usa principalmente en la cohetería experimental debido a su facilidad de elaboración. El combustible está formado por una mezcla de nitrato de potasio (65%), azúcar (35%) y agua para disolver. Entre los azúcares que se utilizan comúnmente se encuentra el sorbitol, dextrosa, mono hidrato de dextrosa o sacarosa (azúcar común). Cuando se quema ocurre la siguiente reacción
KNO3 + C6H12O6 + O2 ===> CO2 + H2O + KOH + NO

Liberando así gases útiles para crear presión y propulsar el cohete. Estos combustibles se han hecho famosos por el canadiense Richard Nakka que ha divulgado la mezcla y su efectividad.

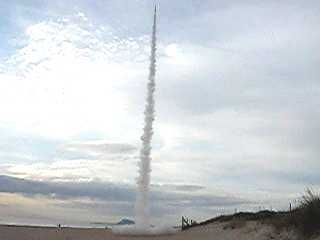

## Seguridad
Aunque los reactivos independientemente no son peligrosos, en mezcla dan lugar a una reacción moderadamente fuerte con un pequeño riesgo de explosión, si están trabajados incorrectamente. Así que se debe trabajar con ciertas medidas de seguridad, controlando la temperatura de la mezcla durante su elaboración y asegurándose que no haya burbujas de aire en el recipiente de contención. Es recomendable usar gafas de protección y guantes para prevenir posibles daños.